# Rule (Teksas)
Rule – miasto w Stanach Zjednoczonych, w stanie Teksas, w hrabstwie Haskell.